# Episodi di The Blacklist (terza stagione)
La terza stagione della serie televisiva The Blacklist è stata trasmessa in prima visione assoluta negli Stati Uniti da NBC dal 1º ottobre 2015 al 19 maggio 2016.
In Italia la stagione è stata trasmessa in prima visione satellitare da Fox Crime, canale a pagamento della piattaforma Sky, dall'8 gennaio al 10 giugno 2016.
| nº | Titolo originale                    | Titolo italiano                | Prima TV USA     | Prima TV Italia  |
| -- | ----------------------------------- | ------------------------------ | ---------------- | ---------------- |
| 1  | The Troll Farmer (No. 38)           | L'allevatore di Troll          | 1º ottobre 2015  | 8 gennaio 2016   |
| 2  | Marvin Gerard (No. 80)              | Marvin Gerard                  | 8 ottobre 2015   | 15 gennaio 2016  |
| 3  | Eli Matchett (No. 72)               | Eli Matchett                   | 15 ottobre 2015  | 22 gennaio 2016  |
| 4  | The Djinn (No. 43)                  | Il Djinn                       | 22 ottobre 2015  | 29 gennaio 2016  |
| 5  | Arioch Cain (No. 50)                | Arioch Cain                    | 29 ottobre 2015  | 5 febbraio 2016  |
| 6  | Sir Crispin Crandall (No. 86)       | Sir Crispin Crandall           | 5 novembre 2015  | 12 febbraio 2016 |
| 7  | Zal Bin Hasaan (No. 31)             | Zal Bin Hasaan                 | 12 novembre 2015 | 19 febbraio 2016 |
| 8  | Kings of the Highway (No. 108)      | I re delle Highway             | 19 novembre 2015 | 26 febbraio 2016 |
| 9  | The Director (No. 24)               | Il Direttore                   | 7 gennaio 2016   | 4 marzo 2016     |
| 10 | The Director (No. 24): Conclusion   | Il Direttore: Conclusione      | 14 gennaio 2016  | 11 marzo 2016    |
| 11 | Mr. Gregory Devry (No. 95)          | Mr. Gregory Devry              | 21 gennaio 2016  | 18 marzo 2016    |
| 12 | The Vehm (No. 132)                  | La Vehm                        | 28 gennaio 2016  | 25 marzo 2016    |
| 13 | Alistair Pitt (No. 103)             | Alistair Pitt                  | 4 febbraio 2016  | 1º aprile 2016   |
| 14 | Lady Ambrosia (No. 77)              | Lady Ambrosia                  | 11 febbraio 2016 | 8 aprile 2016    |
| 15 | Drexel (No. 113)                    | Drexel                         | 18 febbraio 2016 | 15 aprile 2016   |
| 16 | The Caretaker (No. 78)              | Il custode                     | 25 febbraio 2016 | 22 aprile 2016   |
| 17 | Mr. Solomon (No. 32)                | Il signor Solomon              | 7 aprile 2016    | 29 aprile 2016   |
| 18 | Mr. Solomon: Conclusion (No. 32)    | Il signor Solomon: Conclusione | 14 aprile 2016   | 6 maggio 2016    |
| 19 | Cape May                            | Cape May                       | 21 aprile 2016   | 13 maggio 2016   |
| 20 | The Artax Network (No. 41)          | La rete Artax                  | 28 aprile 2016   | 20 maggio 2016   |
| 21 | Susan Hargrave (No. 18)             | Susan Hargrave                 | 5 maggio 2016    | 27 maggio 2016   |
| 22 | Alexander Kirk (No. 14)             | Alexander Kirk                 | 12 maggio 2016   | 3 giugno 2016    |
| 23 | Alexander Kirk (No. 14): Conclusion | Alexander Kirk: Conclusione    | 19 maggio 2016   | 10 giugno 2016   |

## L'allevatore di Troll
- Titolo originale: The Troll Farmer (No. 38)
- Diretto da: Michael Watkins
- Scritto da: Jon Bokenkamp e John Eisendrath

### Trama
Elizabeth è in fuga della FBI, dopo essere stata accusata di essere una spia russa, e Reddington al suo fianco cerca un modo per farla uscire dalla città, ma la sua vecchia squadra, pur non considerandola colpevole, non sembra disposta a lasciarla scappare. A questo punto Red si affida a una delle sue numerose conoscenze, "the Troll Farmer", capace di lasciare una serie di indizi costruiti su misura sui social e sul web di modo da depistare le indagini o creare diversivi. Ma l'agente Ressler, che ha preso il controllo della task force nel frattempo, si rende conto del depistaggio e comprende in che zona della città si trovi Liz. A questo punto a lei non resta che rifugiarsi nell'ambasciata russa, dichiarandosi una spia dell'FSB. Nel frattempo Solomon, un socio del direttore dell'NCS, rapisce la nipotina di Dembe e cerca di costringerlo a inalare una misteriosa sostanza in cambio della vita della bambina.

## Marvin Gerard
- Titolo originale: Marvin Gerard (No. 80)
- Diretto da: Andrew McCarthy
- Scritto da: J.R. Orci e Lukas Reiter (soggetto); Daniel Knauf, Brandon Sonnier e Brandon Margolis (sceneggiatura)

### Trama
Red ed Elizabeth, dopo essere sfuggiti sia ai russi che all'FBI, si rifugiano nel bar di un amico di Red. Qui Red, con una falsa telefonata, si autodenuncia per far arrivare l'FBI. Minacciando di morte gli ostaggi, si fa consegnare Marvin Gerard, un avvocato detenuto e suo amico. Una volta avuto con sé Marvin, i tre lasciano il locale da un'uscita segreta e si allontanano dalla zona. Intanto Cooper è costretto a prendersi un periodo di congedo mentre viene esaminata la sua posizione nell'omicidio del procuratore generale degli Stati Uniti. Solomon tortura Dembe cercando di scoprire dove si trova Red, mentre Tom riappare per offrire il suo aiuto a Ressler. Red e Liz fuggono in un container su una nave mercantile.

## Eli Matchett
- Titolo originale: Eli Matchett (No. 72)
- Diretto da: Steven A. Adelson
- Scritto da: Lukas Reiter e J.R. Orci

### Trama
Red e Liz sono in fuga in Iowa. Cercano di contrastare la Congrega sabotando le attività di un'azienda agroalimentare che ricicla denaro per loro. Eli Matchett, a capo di un gruppo che ruba segreti aziendali, sviluppa un virus per annientare i raccolti dell'azienda. Nel frattempo Cooper chiede aiuto a Tom Keen. Dembe resiste alle torture fisiche e Solomon presenta Mr. Vargas come un altro dei suoi prigionieri.

## Il Djinn
- Titolo originale: The Djinn (No. 43)
- Diretto da: Omar Madha
- Scritto da: Daniel Cerone

### Trama
Reddington continua ad aiutare Liz che cerca di riabilitare il suo nome. Intanto Red chiede aiuto alla task force per catturare un criminale chiamato "Il Djinn" che aiuta a realizzare fantasie di vendetta e che potrebbe condurli alla Congrega. Tom accetta da Cooper un incarico sotto copertura per perseguire Karakurt e cerca di infiltrarsi in un gruppo che probabilmente lo protegge. Nel frattempo Dembe riesce a fuggire, ma Mr. Vargas lo tradisce e gli spara quando scopre come trovare Reddington.

## Arioch Cain
- Titolo originale: Arioch Cain (No. 50)
- Diretto da: Alex Zakrzewski
- Scritto da: Dawn DeNoon

### Trama
Qualcuno cerca di uccidere Elizabeth; lei e Reddington si mettono allora in cerca di Arioch Cain, che ha messo una taglia su Liz per vendicare l'attentato all'OREA e l'assassinio di un senatore, entrambi commessi da Karakurt ma che i media attribuiscono a Liz. Nel frattempo, Ressler compare davanti a una commissione presidenziale che ordina alla task force dell'FBI di collaborare con il Direttore Peter Kotsiopulous e con la CIA. Tom continua la sua missione sotto copertura per Cooper; stringe amicizia con un ricco esponente dell'alta società che subisce estorsioni dai gangster russi e intanto continua a cercare Karakurt, finendo per uccidere uno dei suoi uomini. Reddington e Liz vengono traditi da Mr. Vargas e consegnati a Solomon. Mentre Solomon sta per uccidere Liz davanti a Reddington, interviene Dembe che uccide gli scagnozzi di Solomon, mentre Reddington uccide Mr. Vargas; Solomon però riesce a scappare. Reddington allora inscena la morte di Liz in modo da scoprire la vera identità della persona che aveva messo la taglia su di lei; scopre così che Arioch Cain era la figlia di un'agente della CIA morta nell'attentato all'OREA.

## Sir Crispin Crandall
- Titolo originale: Sir Crispin Crandall (No. 86)
- Diretto da: Ami Canaan Mann
- Scritto da: Dave Thomas

### Trama
Ressler decide di collaborare con il Direttore, che ha costretto l'FBI a collaborare con la CIA per rintracciare Reddington e Keen. I due fuggitivi scoprono che un consulente collegato con il Direttore è sparito, il che li porta a Sir Crispin Crandall, un miliardario solitario che ha rapito alcune delle persone più intelligenti del mondo nel tentativo di salvare la razza umana da una presunta estinzione di massa. Trovano Crandall nel suo laboratorio: un aereo costantemente in volo che Reddington costringe ad atterrare. Attraverso le impronte digitali del consulente aprono una cassaforte che contiene denaro che il Direttore aveva rubato alla Congrega come piano di fuga. Tom, cercando di catturare Karakurt, finisce in un fight club: costretto ad un combattimento alla morte, uccide Asher Sutton; riesce però a trovare Karakurt e lo trascina di nuovo a Washington per scagionare Liz.

## Zal Bin Hasaan
- Titolo originale: Zal Bin Hasaan (No. 31)
- Diretto da: Michael Watkins
- Scritto da: Brandon Sonnier e Brandon Margolis

### Trama
L'ennesimo nome sulla lista è quello di Zal Bin Hasaan, un terrorista iraniano responsabile dell'omicidio di numerosi agenti del Mossad, compresi alcuni con cui Samar aveva lavorato, e della cattura di numerosi scienziati che lavorano sul sistema di difesa antimissile israeliano. Nel corso dell'indagine Samar ritrova il fratello, che credeva morto in un attentato anni prima. Si scopre però che proprio suo fratello è Zal, e così alla fine lo consegnerà a Reddington. Nel frattempo, Tom consegna a Cooper Karakurt, e questi viene costretto a confessare di aver incastrato Liz. Ressler si arrabbia quando scopre che Cooper ha collaborato con Tom alle sue spalle. Dopo una giornata piena di emozioni, Ressler e Samar finiscono a letto assieme.

## I re delle Highway
- Titolo originale: Kings of the Highway (No. 108)
- Diretto da: Terrence O'Hara
- Scritto da: Brian Studler

### Trama
Reddington sta aspettando che Dembe recuperi un oggetto importante per scagionare Liz; viene però rapito dai "Re delle Highway", una banda di criminali comuni che rapina viaggiatori. Liz chiede aiuto a Samar per localizzarlo, ma Ressler la licenzia dalla task force dopo aver scoperto che ha usato il suo portatile per rintracciarlo. Liz rintraccia la banda e prende in ostaggio uno dei suoi membri per scambiarlo con Reddington. Lo scambio, che coinvolge anche l'oggetto recuperato da Dembe, viene interrotto dall'FBI, e Ressler arresta Liz dopo un lungo inseguimento, mentre Reddington fugge. Cooper e Tom si ritrovano inseguiti dagli uomini di Solomon, e devono proteggere Karakurt che potrebbe essere ucciso per impedirgli di confessare l'attentato all'OREA. La caccia a Solomon porta Reven Wright a Laurel Hitchin, che aiutava Solomon quando lavorava per la CIA. Hitchin quindi uccide Wright per nascondere il suo coinvolgimento con Solomon e la Congrega.

## Il Direttore
- Titolo originale: The Director (No. 24)
- Diretto da: Mary Lambert
- Scritto da: Daniel Cerone

### Trama
Ressler chiude Liz nel bunker dell'"Ufficio Postale" in attesa che gli U.S. Marshals vengano a prelevarla. Il Direttore e Hitchin sperano di impedirle di testimoniare e cercano di prelevarla prima dell'arrivo dei Marshals. Aram, che vuole proteggere Liz, modifica il codice di accesso del bunker per impedire al Direttore di aprirlo. Il Direttore allora inonda il bunker di azoto per costringere Aram a rivelargli il codice. Nel frattempo, Tom e Cooper portano Karakurt in una baita appartenente a una persona con cui Charlene, la moglie di Cooper, ha avuto una relazione. Con l'aiuto di Ressler riescono a respingere l'assalto degli uomini di Solomon e ad arrestare quest'ultimo. Ressler ritorna all'Ufficio Postale in tempo per impedire al Direttore di prendere Liz e avvisa Hitchin che sa che ha ucciso Wright. Reddington e Samar riescono a recuperare il contenitore, che era stato preso dall'FBI, che contiene matrici per stampare denaro, create con il software che il generale Ludd ha rubato dal Tesoro degli Stati Uniti. L'intenzione di Reddington è di usare questo strumento per convincere il Venezuela ad accettare di aiutare lui e Liz a sconfiggere la Congrega.

## Il Direttore: Conclusione
- Titolo originale: The Director (No. 24): Conclusion
- Diretto da: John Terlesky
- Scritto da: Lukas Reiter

### Trama
Reddington incontra segretamente la task force (Cooper, Samar e Aram) per stabilire il piano d'azione, mentre Ressler scorta Liz al tribunale federale e rimane personalmente a proteggerla. Attraverso un elaborato stratagemma Reddington e la task force rapiscono il Direttore e lo caricano su un aereo col Ministro degli Esteri venezuelano, il quale intende farlo processare dal tribunale de l'Aia con l'accusa di crimini di guerra. Facendo leva su tale prospettiva, Reddington raggiunge un accordo con Laurel Hitchin attraverso Marvin Gerard, il suo avvocato che lo ha aiutato a progettare il piano per dimostrare l'innocenza di Liz. Grazie a Tom che consegna Karakurt al tribunale federale per confessare l'attentato all'OREA e l'omicidio del senatore, Gerard è in grado di convincere il governo degli Stati Uniti a far cadere tutte le accuse contro Liz, escluso l'omicidio preterintenzionale del procuratore generale Tom Connolly. Il patteggiamento permetterà a Liz di riguadagnare la libertà, ma le impedirà anche di tornare all'FBI, se non come collaboratrice. Nel raggiungere l'accordo, Hitchin spiega a Reddington che il Direttore è diventato un problema per la Congrega, e gli chiede quindi di risolverlo. Nello scusarsi pubblicamente con Elizabeth Keen, Hitchin rivela l'esistenza della Congrega, nonché il coinvolgimento in essa di Connolly e del Direttore. A questo punto Reddington uccide il Direttore e ne scarica il cadavere dall'aereo in volo sull'Olanda. Mentre Ressler riconsegna a Cooper il suo vecchio incarico di capo della task force, Reddington e Hitchin si incontrano per discutere dei rapporti di Red con la Congrega. L'episodio termina con Liz che, accolta al suo rilascio da Reddington, riassapora finalmente la libertà.

## Mr. Gregory Devry
- Titolo originale: Mr. Gregory Devry (No. 95)
- Diretto da: Alex Zakrzewski
- Scritto da: Daniel Knauf

### Trama
Liz, sebbene scagionata, trova difficile adattarsi alla vita normale senza più essere un agente dell'FBI. Viene privata del porto d'armi, ha difficoltà a trovare un nuovo appartamento e i passanti la guardano con sospetto. Marcus Caligiuri, un criminale internazionale, uccide la squadra di addette alle pulizie di Mr. Kaplan come avvertimento a Reddington che sa della sua connessione con l'FBI. In risposta, Reddington informa la task force a proposito della Shell Island, un raduno di criminali che include Caligiuri; la squadra cattura quindi un uomo, che però afferma di essere Raymond Reddington. Tenuto prigioniero nel box dell'Ufficio Postale, l'impostore avverte la task force che Caligiuri ha intenzione di rapire una dirigente dell'FBI per smascherare Reddington come informatore. Nonostante la squadra si attivi per sventarlo, il rapimento ha successo, il che costringe la task force a offrire l'immunità all'impostore per infiltrarlo nella riunione. Il vero Reddington, tuttavia, si unisce per primo all'incontro, e l'impostore arrivato in ritardo viene quindi falsamente presentato da Reddington come l'uomo assunto da Caligiuri per fingersi Red e incolparlo della collaborazione con l'FBI. Entrambi vengono poi uccisi da Reddington, che così ripristina la sua reputazione tra i sodali. In seguito Reddington confessa a Liz che l'impostore era Gregory Devry, un suo caro amico truffatore, in fin di vita per via di un cancro, che si è sacrificato per aiutarlo. Nel frattempo Tom aveva proposto a Liz di risposarlo; Reddington però gli mostra espressamente la sua contrarietà. Liz viene poi aggredita per strada da un passante, finisce ricoverata in ospedale e lì scopre di essere incinta.

## La Vehm
- Titolo originale: The Vehm (No. 132)
- Diretto da: Michael Watkins
- Scritto da: Vincent Angell

### Trama
Mentre Liz si interroga sulle prospettive della sua gravidanza, Tom vorrebbe portarla con sé a Boston dove ha trovato un nuovo lavoro come insegnante. All'Ufficio Postale ci sono tensioni fra Ressler e Navabi a seguito del passato licenziamento di Samar; Cooper tuttavia la convince a collaborare con Ressler spiegandole che è stato lo stesso Ressler a mettere una buona parola per farle riavere il posto. Intanto una serie di orribili omicidi commessi con tecniche medievali spinge la task force a rintracciare la Vehm, un gruppo di fanatici religiosi che sembrano prendere di mira i pedofili. Una delle vittime però era un amico di Reddington, il quale è convinto che non si trattasse di un pedofilo, e sospetta quindi che il reale obiettivo del mandante sia un altro. L'indagine conduce ad un prete dedito al riciclaggio di denaro, che costruiva falsi dossier di pedofilia per indurre gli affiliati ad uccidere i suoi concorrenti. Red, battendo sul tempo la task force, svela la verità ai fanatici e consegna loro il prelato, che verrà poi ritrovato ucciso. Nel frattempo continua a prendersi cura, a modo suo, di Elizabeth: uccide l'uomo che l'aveva aggredita e mandata in ospedale; fa in modo che Tom non ottenga il lavoro a Boston, per impedirle di allontanarsi; fa trasferire la vicina di casa di Liz per installare nell'appartamento un apparato di sorveglianza che consenta ai suoi uomini di tenerla d'occhio per proteggerla. Cerca anche di incoraggiarla ad avere il bambino, contraddicendo quanto le aveva detto in un primo momento; Liz tuttavia sembra decidere di volerlo dare in adozione. Intanto, all'Ufficio Postale, Ressler nega di avere favorito il ritorno di Samar; ella scopre poi che è stato Aram a falsificare il rapporto di Ressler per aiutarla. Aram scopre anche che Cooper, essendosi separato dalla moglie, trascorre le sue notti dormendo in ufficio.

## Alistair Pitt
- Titolo originale: Alistair Pitt (No. 103)
- Diretto da: Bill Roe
- Scritto da: Nicole Phillips e Adam Sussman (soggetto); Nicole Phillips (sceneggiatura)

### Trama
La task force insegue Alistair Pitt, chiamato Promnestria, che media accordi tra imperi criminali a scopo di lucro. Pitt sta mediando una fusione tra due famiglie criminali in guerra fra loro organizzando un matrimonio tra i loro figli. Il futuro sposo, Kristopher Eriksson, è già fidanzato, quindi Pitt, col permesso del padre, fa uccidere la sua ragazza facendogli credere che la colpa sia della famiglia di Danny Vacarro. I due capifamiglia sembrano accordarsi per il matrimonio fra Kristopher e la figlia di Danny, Alicia, che si dice disposta ad accettare, anche se in realtà suo padre ha intenzione di sterminare i rivali alla festa di fidanzamento. A tale festa si presenta anche Reddington, che dopo avere messo la task force sulle tracce di Promnestria non si era più fatto trovare; il suo obiettivo è proprio sequestrare il mediatore, e per riuscirci prende la parola cercando di mettere di nuovo in conflitto le due famiglie, in modo da costringerlo ad uscire allo scoperto. Mentre i sicari di Vacarro entrano in azione e anche l'FBI fa irruzione alla festa, Red riesce a portare via Pitt per condurlo in Francia, dove anni prima Promnestria aveva combinato un altro matrimonio tra Josephine, figlia di un amico di Reddington e a lui molto legata, e un uomo molto violento che la picchiava e aveva finito per ridurla in fin di vita, ma che Reddington dopo aver catturato, giustiziò. Nel frattempo Tom, in cerca di soldi, si unisce alla sua vecchia fiamma Gina Zanetakos per un'elaborata ma riuscita rapina ai danni di un pericoloso gioielliere. Liz lavora con un'agenzia di adozioni per affidare il suo bambino, ma una coppia che accetterebbe il nascituro vuole però un'adozione chiusa, il che impedirebbe a Liz di conoscere suo figlio. Samar deve gestire la notizia che Levi, il suo ex compagno del Mossad ed ex amante, si è fidanzato con un'altra donna. Reddington, dopo avere spiegato a Promnestria il motivo per cui lo ha condotto in Francia, lo uccide e va poi a far visita a Josephine, che vive in stato catatonico su una sedia a rotelle.

## Lady Ambrosia
- Titolo originale: Lady Ambrosia (No. 77)
- Diretto da: Tim Hunter
- Scritto da: Taylor Martin

### Trama
Il ritrovamento di un bambino autistico, scomparso da alcuni anni, induce Reddington a sottoporre a Liz e alla task force l'esistenza di molti altri casi simili. Le indagini conducono a Noah Shuster, dipendente di un'agenzia di adozioni che accetta di far sparire i bambini, generalmente bisognosi di cure speciali per via di autismo, sordità o altro, quando uno solo dei genitori vuole darlo in adozione; questi bambini vengono consegnati a Lady Ambrosia, che se ne prende cura in una specie di comunità insieme a suo figlio, a sua volta autistico e figlio anche di Noah. Quando compiono dodici anni i bambini vengono gettati in un pozzo popolato di farfalle carnivore, mettendo in scena uno spettacolo magico per gli altri bambini. Reddington rapisce Noah e lo tortura per farsi rivelare l'ubicazione della comunità, mentre la task force, attraverso le proprie indagini, arriva allo stesso risultato. Red però arriva per primo alla comunità insieme a Dembe e preleva una delle bambine, lasciando che Lady Ambrosia venga uccisa dal figlio, che poi si suicida. Gli altri bambini vengono portati in salvo dalla task force, mentre Reddington riporta la ragazza che ha salvato alla madre, un'ex agente del KGB che ricambia il favore consegnandogli un file con informazioni sulla madre di Liz, Katarina Rostova. Nel frattempo aveva svelato a Elizabeth alcuni dettagli sulla notte dell'incendio in cui Liz bambina sparò al padre uccidendolo, mentre sua madre si suicidò poco tempo dopo. Liz intanto ha trovato una coppia che accetterà suo figlio per un'adozione aperta, mentre Tom rifiuta l'offerta di Gina di restare con lei, e rimane quindi coinvolto nella sparatoria nella quale la ragazza fa uccidere i suoi complici nella rapina; si salva fingendosi morto, e in seguito viene trovato e portato in ospedale.

## Drexel
- Titolo originale: Drexel (No. 113)
- Diretto da: Anton Cropper
- Scritto da: Dave Metzger

### Trama
Drexel è un serial killer che pretende di far passare i suoi omicidi come performance artistiche. La task force indaga sul suo ultimo delitto: il co-fondatore di una start-up finanziaria. L'omicidio viene postato su un blog prima del ritrovamento del cadavere, e le indagini portano a scoprire che Drexel ha utilizzato una tecnologia rubata alla NSA per violare i personal computer e accedere alle webcam. La task force capisce che l'omicidio aveva lo scopo di rivelare l'attività illegale della startup, che vendeva l'accesso ai feed delle webcam di ignari cittadini. Reddington usa l'indagine per rintracciare Drexel, il quale, secondo le sue informazioni, aveva ricevuto l'incarico di un dipinto commissionato da Katarina Rostova. Red ritrova il quadro, e scopre che raffigura Liz in piedi davanti alla sua tomba. Elizabeth intanto ritrova Tom in ospedale grazie a Nik, il medico e suo ex fidanzato ora alle dipendenze di Reddington. Con l'aiuto suo e dello stesso Reddington Tom non viene identificato come responsabile del furto di gioielli a cui ha partecipato. Nel frattempo Liz ha cambiato idea e decide di tenere il bambino che sta aspettando.

## Il custode
- Titolo originale: The caretaker (No. 78)
- Diretto da: Don Thorin, Jr.
- Scritto da: Dave Thomas

### Trama
Un funzionario del governo degli Stati Uniti viene ucciso dai cinesi come rappresaglia per l'omicidio di un funzionario cinese avvenuto in USA da parte di un cinese americano in collaborazione col governo statunitense. Il contratto di questo omicidio, che accusa gli Stati Uniti, era protetto dal "Custode". Reddington spiega a Elizabeth come il fatto che la cosa sia stata resa pubblica possa costituire una fonte di problemi, in quanto il Custode è in possesso di numerosi altri segreti. L'FBI quindi interroga l'uomo d'affari sino-americano riguardo al suo metodo di comunicazione con il Custode, scoprendo che questi utilizza i vecchi tubi sotterranei delle poste statunitensi. Reddington, Keen e Dembe fanno visita all'uomo che ha ripristinato il sistema dei tubi e si fanno dire dove trovare il Custode. Nel frattempo, Tom, dopo che Liz ha accettato di sposarlo, va a trovare Gina Zanetakos per proporle una tregua. Ressler e Navabi sorprendono il Custode mentre sta dissotterrando un contenitore da un cadavere in un cimitero. Sottoposto a interrogatorio, ammette di essere stato lui a rendere pubblico il contratto relativo all'omicidio del funzionario cinese, e di averlo fatto su ricatto di un gruppo di terroristi che ha rapito sua figlia. Gli stessi terroristi vogliono ora che riveli un secondo segreto, quello che stava recuperando: un contratto tra una compagnia aerea e il governo della Germania. Non avendo tempo di trovare la ragazza prima che scada l'ultimatum, Cooper decide di rendere pubblico il documento. Intanto Reddington riesce a scoprire dove la ragazza è tenuta prigioniera: quando Ressler e Navabi fanno irruzione uccidono uno dei due carcerieri; l'altro rivelerà poi che il rapimento era una finzione organizzata dalla stessa figlia del Custode, che non era il suo vero padre ma l'aveva rapita quando era molto piccola; inoltre la ragazza aveva scoperto l'attività dell'uomo. Successivamente arriva la notizia di due terroristi infiltrati negli Stati Uniti che progettano un attacco con una tonnellata di C4: i servizi segreti tedeschi li stavano tenendo d'occhio, ma a seguito della notizia appena rivelata riguardante il loro governo rifiutano di collaborare. Cooper è quindi costretto a chiedere l'aiuto di Reddington per trovare il camion contenente l'esplosivo: Ressler e Navabi lo intercettano e uccidono i due terroristi a bordo, provocando però l'innesco della bomba contenuta nel camion. Riescono poi a disinnescarla con l'aiuto di Aram via telefono. Intanto Elizabeth era andata a far visita ad un agente russo in pensione in cerca di notizie su sua madre; il vecchio, eludendo la sorveglianza di Reddington, le consegna una lettera dalla quale Liz si convince che la madre sia ancora viva. Gina, dopo essersi mostrata bene intenzionata riguardo alla tregua propostale da Tom, si consulta con qualcuno al telefono su come gestire la situazione. Infine Reddington, come ricompensa per l'aiuto fornito nella faccenda dell'esplosivo, si fa consegnare da Cooper il registro del Custode, e lo usa per andare a recuperare il suo segreto. Dopo averlo dissotterrato, lo brucia: si trattava di documenti relativi a Katarina Rostova, che in caso di sua morte avrebbe voluto fossero consegnati a Liz, ma di cui ora non vuole più che la ragazza venga a conoscenza.

## Il signor Solomon
- Titolo originale: Mr. Solomon (No. 32)
- Diretto da: Eagle Egilsson
- Scritto da: Brian Studler

### Trama
Durante un trasferimento nel quale la Congrega intendeva uccidere Solomon, costui viene invece liberato da un mandante sconosciuto. Liz e Tom decidono di sposarsi immediatamente, nonostante le obiezioni di Reddington. Liz chiede a Cooper di officiare il matrimonio e invita gli altri membri della task force a partecipare. Solomon, apparentemente, sta tentando di rubare un'arma nucleare. Una sua complice, Nez Rowan, catturata dalla task force, confessa il piano di un attentato su una strada interstatale. In realtà si trattava di un diversivo: il furgone che doveva contenere esplosivo si rivela vuoto, e Reddington si rende conto che il vero obiettivo di Solomon è rapire Elizabeth. Gina Zanetakos intanto si presenta a casa di Tom con il Maggiore, che ha intenzione di ucciderlo; ma all'ultimo momento Gina uccide invece il Maggiore e se ne va. Tom racconta a Liz l'accaduto come prova di sincerità, mostrando preoccupazione per il loro futuro: Liz però non cambia idea sul matrimonio. Alla chiesa dove è in programma la cerimonia Reddington arriva con i suoi uomini per proteggere Elizabeth; subito dopo Solomon circonda il sito e chiede che Liz gli venga consegnata. Ne segue un enorme scontro a fuoco, in cui Reddington e i suoi, con Tom, Cooper e Navabi, resistono agli uomini di Solomon fino all'arrivo dei rinforzi con Ressler. Liz e Tom riescono a fuggire con l'auto degli sposi.

## Il signor Solomon: Conclusione
- Titolo originale: Mr. Solomon (No. 32): Conclusion
- Diretto da: John Terlesky
- Scritto da: Daniel Cerone

### Trama
Solomon continua la sua incessante ricerca di Liz e Tom, attraverso satelliti e vari apparati di sorveglianza. Durante la fuga l'auto ha un incidente e Liz rimane ferita. Mr. Kaplan la porta in un luogo sicuro dove Nick, il medico ex di Elizabeth, esegue un parto cesareo d'emergenza per salvare la vita alla nascitura. Mr. Kaplan rimprovera Reddington per aver messo in pericolo Liz e sua figlia. Il cesareo ha successo, ma Elizabeth si rifiuta di permettere a Reddington di vedere la bimba, che chiama Agnes come la madre del suo padre adottivo. Poco dopo, Liz ha una crisi che la mette in pericolo di vita; poco prima di essere sedata richiama Reddington e lo perdona. Reddington cerca di portarla in ospedale, usando anche un'ambulanza vuota come esca per gli uomini di Solomon, che tuttavia riescono a intercettare la vera ambulanza che trasporta Liz. L'FBI arriva e uccide gli uomini di Solomon, che però ancora una volta riesce a fuggire. Ressler apre l'ambulanza e scopre che Liz è morta nonostante gli sforzi di Nick e Reddington. La task force è in lutto e Reddington, devastato, va a trovare Tom e Agnes.

## Cape May
- Titolo originale: Cape May
- Diretto da: Michael Watkins
- Scritto da: Daniel Knauf

### Trama
Reddington, sconvolto e distrutto, si reca a Cape May, nel New Jersey, dove salva una donna che cercava di annegarsi in mare. Successivamente si prende cura di lei, e si capisce che esiste una connessione fra loro. Reddington le parla dei suoi sentimenti per Liz, della sua morte e della preoccupazione per il futuro di sua figlia Agnes. Poi emerge che ci sono persone che danno la caccia alla donna per ucciderla. Lei e Reddington riescono a sterminarli tutti, dopodiché la donna torna ad annegarsi in mare e stavolta non fa in tempo a salvarla. Alla fine Red si rende conto che tutta la vicenda è accaduta solo nella sua mente, infatti il mattino dopo non trova cadaveri né segni di lotta, interroga l'uomo col metal detector che aveva visto il giorno prima e scopre che questi, non ha visto persone sulla spiaggia da settimane a parte lui. Red capisce che era il suo ricordo di Katarina Rostova , a suo tempo, aveva dovuto scegliere chi salvare fra Katarina e sua figlia Masha, e aveva scelto la bambina, che poi sarebbe diventata Elizabeth.

## La rete Artax
- Titolo originale: The Artax Network (No. 41)
- Diretto da: Don Thorin, Jr.
- Scritto da: Dawn DeNoon

### Trama
Dopo il funerale di Elizabeth Keen, la task force vorrebbe dare la caccia ai suoi assassini, ma Cynthia Panabaker, il nuovo supervisore, ordina a Cooper di lasciar perdere il caso e concentrarsi sulla ricerca di Reddington: c'è il timore che con la morte di Liz non intenda più collaborare con l'FBI. La task force tuttavia ignora l'ordine e scopre che i mandanti di Solomon usavano Artax, una rete satellitare in disuso, per monitorare i movimenti di Liz, e che la usano ancora per intercettare Benjamin Stadler, un importante manager di un consorzio energetico. L'FBI riesce quindi a sventare il rapimento di Stadler da parte di Nez Rowan; egli però non è in grado di dare spiegazioni sul motivo per cui fosse un bersaglio. Intanto Reddington si è nascosto a casa del nonno di Elizabeth, il quale è in collera con lui e lo accusa di avergli ucciso l'intera famiglia, addebitandogli sia la morte di Liz (che lui chiama Masha, e che ignorava la sua esistenza) sia quella di Katarina, sua figlia. Nel frattempo le indagini sembrano a un punto morto; Cooper è ostacolato da Panabaker, che non gli ha voluto spiegare per quale motivo Nez Rowan fosse libera; decide allora di farla seguire da Tom, che nonostante le incombenze con la neonata aveva voglia di dare una mano. Tom quindi pedina Panabaker e la fotografa mentre incontra una donna misteriosa, la stessa che era stata fotografata con Stadler poco prima del suo tentativo di rapimento. Cooper e Tom ipotizzano che si tratti di Katarina Rostova. Intanto Reddington decide di tornare ad aiutare la task force.

## Susan Hargrave
- Titolo originale: Susan Hargrave (No. 18)
- Diretto da: Andrew McCarthy
- Scritto da: J.R. Orci e Lukas Reiter (soggetto); Vincent Angell, Daniel Cerone, Brian Studler (sceneggiatura)

### Trama
Reddington informa la task force sull'identità della donna misteriosa: si chiama Susan Hargrave, e possiede la Halcyon Aegis, una società che si occupa di sicurezza ma che assume anche incarichi poco ortodossi. Red suppone che fosse stata assunta per rapire Elizabeth, e cerca di convincerla ad incontrarlo: una prima volta uccidendo i suoi uomini di guardia ad un deposito di armi, una seconda volta uccidendo un suo uomo ad un incontro combinato con la complicità di Laurel Hitchin. In entrambi i casi Susan Hargrave ignora le sue richieste. La task force riesce però a identificare un altro uomo con cui la Halcyon era in contatto: Samuel Rand, vicepresidente di una compagnia petrolifera. Red va a trovarlo e, minacciandolo, si fa svelare la natura dei suoi rapporti con la Halcyon: la sua azienda l'ha assunta per ostacolare un'azienda concorrente i cui affari con terroristi stanno deprimendo il prezzo del petrolio sul mercato. L'FBI allora manda una squadra al porto di Amsterdam per interferire in una consegna di petrolio che la Halcyon voleva a sua volta sabotare.
Intanto Tom, su incarico di Cooper, avvicina Amanda Bigelow, la segretaria di Benjamin Stadler. Riesce ad installare sul suo computer un programma che permette poi ad Aram di intercettare le sue telefonate. Susan, dopo gli eventi di Amsterdam, si convince a contattare Red, che la vuole incontrare a proposito della morte di Elizabeth, e gli dà appuntamento in aeroporto. Aram poi intercetta una telefonata che Susan fa a Stadler, nella quale si scusa per aver fallito il rapimento di Liz e offre al "suo capo", come compensazione, la possibilità di uccidere Reddington. La task force avvisa quindi Red che l'incontro all'aeroporto è una trappola, ma Red, con l'aiuto di Dembe, riesce a sventare l'agguato e si presenta al faccia a faccia con Susan, che lui chiama Scottie, uccidendo i suoi uomini e prendendo il controllo della situazione. Red vuole sapere chi l'aveva assunta per rapire Elizabeth e Susan gli fa il nome di Alexander Kirk, lasciando intendere che Reddington potesse già immaginarlo. Nella conversazione emerge che Red era amico del marito di Susan, Howard, che era anche socio della moglie nella Halcyon; la donna però gli fa capire che i suoi rapporti col marito sono raffreddati e che ora è lei a condurre gli affari. Susan è convinta che Red voglia ucciderla, ma lui le fa invece notare che avendo lei fallito con Liz, Alexander Kirk è ora un loro nemico comune e dovranno lavorare insieme contro di lui.

## Alexander Kirk
- Titolo originale: Alexander Kirk (No. 14)
- Diretto da: Michael Dinner
- Scritto da: Jon Bokenkamp, John Eisendrath, J.R. Orci, Lukas Reiter (soggetto); Jon Bokenkamp e John Eisendrath (sceneggiatura)

### Trama
Reddington rivela a Tom e alla task force il nome di Alexander Kirk come mandante del tentato rapimento di Liz che ha portato alla sua morte. Li convince anche a collaborare con Susan, e con lei decide che il modo per arrivare a Kirk sarà rubare i 300 milioni di dollari che ha investito per supportare la corsa alla presidenza del Senatore Diaz. Si progetta allora un piano per rubare il denaro dalla banca di Manhattan che lo custodisce in un conto particolare. Rowan, Solomon e Tom inscenano quindi una rapina alla banca che però è solo uno specchietto per le allodole: il suo vero scopo è consentire alla task force l'accesso al server che controlla il conto segreto. Samar riesce quindi ad installare sul server un dispositivo che dovrebbe permettere di trasferire il denaro da remoto. Intanto Tom scopre che Agnes è sparita dall'ospedale in cui si trovava: sospetta di Susan e si precipita da lei, che gli rivela di averla prelevata per salvarla da Kirk che voleva rapirla. Nel frattempo trasferire il denaro dal conto protetto si rivela complicato: nonostante abbia trovato la password, Aram ha bisogno della scansione retinica del consulente finanziario di Kirk. Costui si trova all'ambasciata turca di Berlino per partecipare ad un ricevimento di altissimo livello; Tom allora si fa arrestare in Germania fingendosi un ricercato in Turchia, in modo da essere trasferito all'ambasciata. Qui riesce a sfuggire alla sorveglianza e, fingendosi cameriere al ricevimento, sostituisce le sigarette dell'uomo provocandogli un malore in seguito al quale lo porta via in ambulanza con la complicità di Solomon e Rowan. Il primo tentativo di usare la sua scansione retinica fallisce per via della droga che gli hanno inoculato che gli ha ristretto le pupille; Tom e Solomon si introducono allora in una farmacia per rubare un farmaco che gliele dilati. Durante l'operazione Solomon dice qualcosa a proposito di Liz che scatena la rabbia di Tom, il quale gli spara e lo lascia lì. Quando arriverà la polizia però troverà macchie di sangue ma non Solomon, che evidentemente è riuscito a fuggire. Nel frattempo Tom è riuscito ad inviare ad Aram la scansione retinica che gli permette di trasferire i soldi dal conto un attimo prima che la banca lo blocchi. Susan e Reddington vanno allora a trovare il senatore, rivelandogli di avere preso loro i soldi e convincendolo a contattare Kirk, il quale tuttavia non sembra preoccupato della situazione. Reddington convince allora Diaz a fare una dichiarazione che costringa Kirk ad uscire allo scoperto. Tom procede a far battezzare Agnes, con tutti i componenti della task force a fungere da padrini; in seguito si reca di nuovo da Susan con l'intenzione di ucciderla, ma Reddington lo ferma rivelandogli che si tratta di sua madre e che il suo vero nome è Christopher Hargrave. Susan però ne é ignara, essendo convinta che suo figlio, sparito 28 anni prima, sia morto.

## Alexander Kirk: Conclusione
- Titolo originale: Alexander Kirk (No. 14): Conclusion
- Diretto da: Bill Roe
- Scritto da: Lukas Reiter e J.R. Orci

### Trama
Il Senatore Diaz dichiara di avere sospeso la campagna elettorale per investigare su Alexander Kirk, accusato di trafficare petrolio coi terroristi. Le accuse sono false e costruite su richiesta di Reddington che vuole Kirk negli USA per ucciderlo. Kirk però non sembra intenzionato a presenziare in Senato; Reddington allora organizza uno scambio di autocisterne per sostituire la benzina di Kirk con petrolio di contrabbando. In questo modo Kirk sembra convincersi a recarsi negli Stati Uniti per difendersi. Intanto Tom, eludendo la scorta degli uomini di Reddington, riesce a fuggire con la bambina; è seguito però da uno scagnozzo di Kirk, che ha dato incarico di prendere la bambina e uccidere lui. L'uomo vede Tom salire su un aereo e scopre che la destinazione è Baracoa, a Cuba. Nel frattempo Reddington, che ha comunicato a Cooper di voler chiudere la collaborazione con l'FBI, è deciso ad uccidere Kirk al suo arrivo negli USA: Ressler cerca senza successo di dissuaderlo, ma Red infine deve rinunciare al suo proposito quando si rende conto che Kirk non si trova sull'auto da cui si aspettava di vederlo scendere. Viene poi informato della fuga di Tom, e scopre che è stata organizzata da Mr. Kaplan: furioso, si confronta con lei, che gli dice di averlo fatto per proteggere Agnes, vista la sua incapacità di proteggere Liz nel tempo. Gli svela anche, però, che Elizabeth in realtà è ancora viva: la sua morte è stata inscenata da lei stessa con la complicità di Nick, proprio per sottrarla all'influenza di Red. Tom e Agnes raggiungono Elizabeth a Baracoa: la coppia è convinta di essere ormai al sicuro. In realtà sono ancora inseguiti da Alexander Kirk, il cui aereo è ripartito immediatamente per Cuba. Anche Reddington, con Dembe e Mr. Kaplan, si mette in viaggio per Cuba: Red è furioso con Mr. Kaplan perché le sue azioni, che intendevano proteggere Liz, ora l'hanno messa in pericolo. I tre arrivano infatti alla casa di Baracoa e trovano tutto sottosopra, e nessuna traccia di Liz, Tom e Agnes. La stagione si conclude con Elizabeth che si trova di fronte a Kirk, e costui le rivela che il suo vero nome è Constantin Rostov: si tratta di suo padre.